# Paepalanthus stuetzelii
Paepalanthus stuetzelii är en gräsväxtart som beskrevs av Nancy Hensold. Paepalanthus stuetzelii ingår i släktet Paepalanthus och familjen Eriocaulaceae. Inga underarter finns listade i Catalogue of Life.